# Юниорский тур ITF 2012 (девушки)
Цикл юниорских турниров ITF 2012 (англ. 2012 ITF Junior circuit) — это элитный юниорский тур теннисистов, организованный ITF, как подготовительная ступень к своим взрослым турам.
Статья содержит результаты турниров двух старших категорий (GA и G1) среди девушек.

## Расписание

### Категория А
| Дата начала | Турнир                                                                  | Чемпионы (Счёт финала)                               | Финалисты                              |
| ----------- | ----------------------------------------------------------------------- | ---------------------------------------------------- | -------------------------------------- |
| 26 декабря  | Abierto Juvenil Mexicano Мехико, Мексика Грунт Турнир 2012              | Елизавета Куличкова 6-2 7-6(7)                       | Варвара Флинк                          |
| 26 декабря  | Abierto Juvenil Mexicano Мехико, Мексика Грунт Турнир 2012              | Лаура Пигосси Марсела Сакариас 7-5 6-2               | Елизавета Куличкова Анна Познихиренко  |
| 22 января   | Открытый чемпионат Австралии Мельбурн, Австралия Хард Турнир 2012       | Тейлор Таунсенд 6-1 3-6 6-3                          | Юлия Путинцева                         |
| 22 января   | Открытый чемпионат Австралии Мельбурн, Австралия Хард Турнир 2012       | Габриэлла Фейт Эндрюс Тейлор Таунсенд 5-7 7-5 [10-6] | Ирина Хромачёва Данка Ковинич          |
| 19 марта    | Copa Gerdau Порту-Алегри, Бразилия Грунт Турнир 2012                    | Анна Данилина 6-2 6-3                                | Беатрис Хаддад Майя                    |
| 19 марта    | Copa Gerdau Порту-Алегри, Бразилия Грунт Турнир 2012                    | Анна Данилина Зузана Мацеёвская 2-6 6-3 [10-1]       | Ферни Анхелес Пас Констанса Вега       |
| 21 мая      | Трофей Бонфильо Милан, Италия Грунт Турнир 2012                         | Катерина Синякова 7-5 7-5                            | Антония Лоттнер                        |
| 21 мая      | Трофей Бонфильо Милан, Италия Грунт Турнир 2012                         | Франсуаза Абанда Сачия Викери 6-0 7-6(2)             | Ана Конюх Адрияна Лекай                |
| 3 июня      | Открытый чемпионат Франции Париж, Франция Грунт Турнир 2012             | Анника Бек 3-6 7-5 6-3                               | Анна Каролина Шмидлова                 |
| 3 июня      | Открытый чемпионат Франции Париж, Франция Грунт Турнир 2012             | Дарья Гаврилова Ирина Хромачёва 4-6 6-4 [10-8]       | Монсеррат Гонсалес Беатрис Хаддад Майя |
| 30 июня     | Уимблдон , Великобритания Трава Турнир 2012                             | Эжени Бушар 6-2 6-2                                  | Элина Свитолина                        |
| 30 июня     | Уимблдон , Великобритания Трава Турнир 2012                             | Эжени Бушар Тейлор Таунсенд 6-4 6-3                  | Белинда Бенчич Ана Конюх               |
| 2 сентября  | Открытый чемпионат США Нью-Йорк, США Хард Турнир 2012                   | Саманта Кроуфорд 7-5 6-3                             | Анетт Контавейт                        |
| 2 сентября  | Открытый чемпионат США Нью-Йорк, США Хард Турнир 2012                   | Габриэлла Фейт Эндрюс Тейлор Таунсенд 6-4 6-3        | Белинда Бенчич Петра Убералова         |
| 22 октября  | Osaka Mayor's Cup Осака, Япония Хард Турнир 2012                        | Катерина Синякова 6-4 6-4                            | Карин Киннель                          |
| 22 октября  | Osaka Mayor's Cup Осака, Япония Хард Турнир 2012                        | Мами Адати Хикари Ямамото 3-6 7-5 [10-8]             | Хэрриет Дарт Кэти Данн                 |
| 3 декабря   | Orange Bowl International Championship Плантейшн, США Грунт Турнир 2012 | Ана Конюх 6-3 6-2                                    | Катерина Синякова                      |
| 3 декабря   | Orange Bowl International Championship Плантейшн, США Грунт Турнир 2012 | Габриэлла Фейт Эндрюс Тейлор Таунсенд 6-4 7-5        | Виктория Родригес Марсела Сакариас     |

Отдельно выделены турниры Большого шлема.

### 1-я категория
| Дата начала | Турнир | Чемпионы (Счёт финала)                            | Финалисты                                   |
| ----------- | --- | ------------------------------------------------- | ------------------------------------------- |
| 2 января    | Copa Del Cafe Сен-Рафаэль, Коста-Рика Хард Турнир 2012                                                     | Сачия Викери 7-5 6-1                              | Кристина Макарова                           |
| 2 января    | Copa Del Cafe Сен-Рафаэль, Коста-Рика Хард Турнир 2012                                                     | Лаура Пигосси Марсела Сакариас 6-2 6-4            | Росалле ван дер Хук Сачия Викери            |
| 9 января    | Copa Gatorade Каракас, Венесуэла Хард Турнир 2012                                                          | Дарья Сальникова 3-6 6-1 6-4                      | Петра Убералова                             |
| 9 января    | Copa Gatorade Каракас, Венесуэла Хард Турнир 2012                                                          | Доменика Гонсалес Лаура Пигосси 3-6 6-3 [10-7]    | Кристина Макарова Петра Убералова           |
| 15 января   | Loy Yang Traralgon International Траралгон, Австралия Хард Турнир 2012                                     | Криста Хардебек 7-5 6-4                           | Анна Каролина Шмидлова                      |
| 15 января   | Loy Yang Traralgon International Траралгон, Австралия Хард Турнир 2012                                     | Илка Чореги Елизавета Куличкова 3-6 6-3 [10-8]    | Макото Ниномия Рико Саваянаги               |
| 16 января   | Copa Barranquilla Барранкилья, Колумбия Грунт Турнир 2012                                                  | Мария Инес Дехеса 7-5 6-2                         | Лаура Пигосси                               |
| 16 января   | Copa Barranquilla Барранкилья, Колумбия Грунт Турнир 2012                                                  | Мария Инес Дехеса Данелли Кеведо 7-6(6) 6-2       | Доменика Гонсалес Лаура Пигосси             |
| 16 января   | Czech International Junior Indoor Championships Пршеров, Чехия Хард(i) Турнир 2012                         | Белинда Бенчич 6-3 6-1                            | Вероника Кудерметова                        |
| 16 января   | Czech International Junior Indoor Championships Пршеров, Чехия Хард(i) Турнир 2012                         | Кристина Роучкова Катерина Синякова 7-6(3) 6-1    | Диана Боголий Алёна Тарасова                |
| 5 марта     | Chang - Thailand Junior Championships Нонтхабури, Таиланд Хард Турнир 2012                                 | Сабина Шарипова 6-3 6-3                           | Кэрол Чжао                                  |
| 5 марта     | Chang - Thailand Junior Championships Нонтхабури, Таиланд Хард Турнир 2012                                 | Елизавета Куличкова Кэрол Чжао 6-1 2-6 [10-7]     | Мами Адати Хикари Ямамото                   |
| 5 марта     | Asuncion Bowl Асунсьон, Парагвай Грунт Турнир 2012                                                         | Чалена Шоль 6-2 6-1                               | Беатрис Хаддад Майя                         |
| 5 марта     | Asuncion Bowl Асунсьон, Парагвай Грунт Турнир 2012                                                         | Монсеррат Гонсалес Беатрис Хаддад Майя 6-3 6-2    | Эллен Альгурин Блер Шанкль                  |
| 12 марта    | Banana Bowl Итажаи, Бразилия Грунт Турнир 2012                                                             | Анна Данилина 6-4 4-6 6-3                         | Эллен Альгурин                              |
| 12 марта    | Banana Bowl Итажаи, Бразилия Грунт Турнир 2012                                                             | Анна Данилина Зузанна Мацеёвская 6-1 6-2          | Ферни Анхелес Пас Кэтрин Изабель Стеффенсен |
| 13 марта    | Sarawak Chief Minister's Cup Кучинг, Малайзия Хард Турнир 2012                                             | Елизавета Куличкова 6-4 4-6 7-6(5)                | Кэрол Чжао                                  |
| 13 марта    | Sarawak Chief Minister's Cup Кучинг, Малайзия Хард Турнир 2012                                             | Барбора Крейчикова Эбби Майерс Без игры           | Канами Цудзи Анна Тюльпа                    |
| 20 марта    | Mitsubishi-Lancer International Juniors Championships Манила, Филиппины Хард Турнир 2012                   | Сторм Сандерс 4-6 6-3 6-1                         | Анна Тюльпа                                 |
| 20 марта    | Mitsubishi-Lancer International Juniors Championships Манила, Филиппины Хард Турнир 2012                   | Мами Адати Хикари Ямамото 6-3 2-6 [10-4]          | Барбора Крейчикова Эбби Майерс              |
| 20 марта    | Perin Memorial Умаг, Хорватия Грунт Турнир 2012                                                            | Бернарда Пера 2-6 6-4 7-6(4)                      | Елена-Теодора Кадар                         |
| 20 марта    | Perin Memorial Умаг, Хорватия Грунт Турнир 2012                                                            | Аличе Маттеуччи Камилла Розателло 3-6 7-5 [11-9]  | Кристина Эне Яна Фетт                       |
| 2 апреля    | USTA International Spring Championship Карсон, США Хард Турнир 2012                                        | Александра Кик 6-0 6-2                            | Чалена Шоль                                 |
| 2 апреля    | USTA International Spring Championship Карсон, США Хард Турнир 2012                                        | Габриэлла Фейт Эндрюс Тейлор Таунсенд 7-5 6-2     | Стефани Наута Чалена Шоль                   |
| 23 апреля   | Open International Junior de Beaulieu-sur-Mer Больё-сюр-Мер, Франция Грунт Турнир 2012                     | Белинда Бенчич 6-4 6-3                            | Антония Лоттнер                             |
| 23 апреля   | Open International Junior de Beaulieu-sur-Mer Больё-сюр-Мер, Франция Грунт Турнир 2012                     | Франческа Гарильо Джорджа Маркетти 2-6 6-2 [10-5] | Карин Киннель Эрин Рутлифф                  |
| 14 мая      | Torneo International "Citta Di Santa Croce" Mauro Sabatini Санта-Кроче-суль-Арно, Италия Грунт Турнир 2012 | Ана Конюх 4-6 5-2 — отказ                         | Эшли Барти                                  |
| 14 мая      | Torneo International "Citta Di Santa Croce" Mauro Sabatini Санта-Кроче-суль-Арно, Италия Грунт Турнир 2012 | Элеанор Дин Катерина Синякова 2-6 6-4 [10-5]      | Эшли Барти Сторм Сандерс                    |
| 28 мая      | Astrid Bowl Charleroi Шарлеруа, Бельгия Грунт Турнир 2012                                                  | Елена Остапенко 4-6 6-0 6-3                       | Кимберли Циммерманн                         |
| 28 мая      | Astrid Bowl Charleroi Шарлеруа, Бельгия Грунт Турнир 2012                                                  | Франсуаза Абанда Сачия Викери 6-4 6-2             | Мария Инес Дехеса Эльке Лемменс             |
| 12 июня     | International Junior Tournament of Offenbach Оффенбах, Германия Грунт Турнир 2012                          | Ана Конюх 6-0 6-4                                 | Адрияна Лекай                               |
| 12 июня     | International Junior Tournament of Offenbach Оффенбах, Германия Грунт Турнир 2012                          | Илка Чореги Зара Разафимахатратра 6-0 3-6 [10-7]  | Диана Боголий Елена Остапенко               |
| 24 июня     | AEGON Junior International Roehampton Рогемптон, Великобритания Трава Турнир 2012                          | Эжени Бушар 6-1 1-6 6-3                           | Кэрол Чжао                                  |
| 24 июня     | AEGON Junior International Roehampton Рогемптон, Великобритания Трава Турнир 2012                          | Эжени Бушар Тейлор Таунсенд 6-3 3-6 [10-5]        | Дженнифер Брэди Кайли Макфиллипс            |
| 9 июля      | Mediterranee Avenir Касабланка, Марокко Грунт Турнир 2012                                                  | Йоана Дуку 7-6(2) 6-1                             | Кристина Макарова                           |
| 9 июля      | Mediterranee Avenir Касабланка, Марокко Грунт Турнир 2012                                                  | Йоана Дуку Нина Стоянович 6-3 2-6 [10-5]          | Кристина Макарова Элизе Мертенс             |
| 10 июля     | Allianz Kundler German Juniors Берлин, Германия Грунт Турнир 2012                                          | Антония Лоттнер 6-3 6-2                           | Ангелина Калинина                           |
| 10 июля     | Allianz Kundler German Juniors Берлин, Германия Грунт Турнир 2012                                          | Доминика Патерова Наталья Вайдова 6-4 3-6 [10-4]  | Элеанор Дин Доменика Гонсалес               |
| 17 июля     | ITF Junior Open Linz Линц, Австрия Грунт Турнир 2012                                                       | Петра Убералова 6-3 6-3                           | Элизе Мертенс                               |
| 17 июля     | ITF Junior Open Linz Линц, Австрия Грунт Турнир 2012                                                       | Кристина Макарова Элизе Мертенс Без игры          | Барбора Крейчикова Петра Убералова          |
| 26 августа  | Canadian Open Junior Championships Репантиньи, Канада Хард Турнир 2012                                     | Франсуаза Абанда 6-2 6-3                          | Кэрол Чжао                                  |
| 26 августа  | Canadian Open Junior Championships Репантиньи, Канада Хард Турнир 2012                                     | Кайли Макфиллипс Элизе Мертенс 2-6 6-1 [10-6]     | Эрин Рутлифф Кэрол Чжао                     |
| 19 ноября   | Yucatan Cup Мерида, Мексика Хард Турнир 2012                                                               | Марсела Сакариас 6-0 6-2                          | Франсуаза Абанда                            |
| 19 ноября   | Yucatan Cup Мерида, Мексика Хард Турнир 2012                                                               | Виктория Родригес Марсела Сакариас Без игры       | Кристина Макарова Аяка Окуно                |
| 26 ноября   | Eddie Herr International Junior Tennis Championships Брейдентон, США Грунт Турнир 2012                     | Ана Конюх 6-1 6-1                                 | Барбара Хаас                                |
| 26 ноября   | Eddie Herr International Junior Tennis Championships Брейдентон, США Грунт Турнир 2012                     | Барбара Хаас Катерина Синякова 6-3 6-1            | Габриэлла Фейт Эндрюс Тейлор Таунсенд       |

### Наиболее интересные региональные соревнования
| Дата начала | Турнир                                                         | Чемпионы (Счёт финала)                      | Финалисты                             |
| ----------- | -------------------------------------------------------------- | ------------------------------------------- | ------------------------------------- |
| 9 апреля    | Easter Bowl Ранчо-Мираж, США Хард Турнир 2012                  | Тейлор Таунсенд 4-6 6-0 6-3                 | Брук Остин                            |
| 9 апреля    | Easter Bowl Ранчо-Мираж, США Хард Турнир 2012                  | Саманта Кроуфорд Александра Кик 3-1 — отказ | Габриэлла Фейт Эндрюс Тейлор Таунсенд |
| 23 июля     | Чемпионат Европы Клостерс-Зернойс, Швейцария Грунт Турнир 2012 | Петра Убералова 6-3 6-2                     | Башак Эрайдын                         |
| 23 июля     | Чемпионат Европы Клостерс-Зернойс, Швейцария Грунт Турнир 2012 | Илона Кремень Александра Саснович 6-2 6-1   | Кэти Данн Катинка фон Дайхманн        |
| 8 октября   | Pan American ITF Championships Талса, США Хард Турнир 2012     | Франсуаза Абанда 7-6(5) 4-6 7-5             | Кэрол Чжао                            |
| 8 октября   | Pan American ITF Championships Талса, США Хард Турнир 2012     | Эрин Рутлифф Кэрол Чжао 6-1 7-5             | Шарлотта Петрик Дениз Старр           |